# Jaws of Death
Jaws of Death è il secondo album del gruppo musicale tedesco heavy/power metal Primal Fear.

## Tracce
1. Jaws of Death – 0:22
2. Final Embrace – 5:07
3. Save a Prayer – 3:37
4. Church of Blood – 5:14
5. Into the Future – 4:05
6. Under Your Spell – 5:36
7. Play to Kill – 4:01
8. Nation in Fear – 5:24
9. When the Night Comes – 5:15
10. Fight to Survive – 5:59
11. Hatred in My Soul – 4:55

## Formazione
- Ralf Scheepers - voce
- Tom Naumann - chitarra
- Stefan Leibing - chitarra
- Mat Sinner - basso, cori
- Klaus Sperling - batteria